# La Zarzamora (canción)
La Zarzamora es una canción de copla española compuesta por Quintero, León y Quiroga en 1946 y que se comenzó a interpretar en el espectáculo Zambra, con Lola Flores.

## Descripción
La canción describe las penurias desgarradoras de una mujer apodada La Zarzamora, aparentemente calculadora y que sabe manejar a los hombres a su antojo, pero que guarda un oscuro secreto, que se desvela en la última estrofa de la canción, y es que tuvo una relación con un hombre del que se enamoró perdidamente, pero del que luego supo que estaba casado, marcando para siempre el destino de ella, como mujer pecadora.

## Versiones
La versión más conocida es la de la artista española Lola Flores; el tema, junto Ay pena, penita, pena y A tu vera, se convirtió en uno de los más importantes de su repertorio. Entre las versiones a destacar pueden mencionarse las de Violeta Parra (1947), Ana María González (1948), Paco de Lucía (1967), Los Marismeños (1971), Lolita Sevilla (1972), Rosa Morena (1972), Las Grecas (1974), Rocío Jurado (1981), Mano Negra (1987), Isabel Pantoja (1999), Carlos Cano (2000) y Diego Torres (2007). En el álbum recopilatorio de temas tradicionales interpretados por nuevos artistas que se publicó en 2007 bajo el título de Tatuaje, fue grabada por Antonio Vega.